# Гокон Шевальє
Гокон Моріс Шевальє (10 вересня 1901 — 4 липня 1985) — американський письменник, перекладач і професор французької літератури в Університеті Каліфорнії в Берклі, перекладач на Нюрнберзькому процесі, друг фізика Роберта Оппенгеймера. Стосунки Оппенгеймера з Шевальє та стосунки Шевальє з можливим вербувальником радянської розвідки зіграли важливу роль під час слухань Комісії з атомної енергії США в 1954 році, на яких було скасовано безпековий дозвіл Оппенгеймера.

## Біографія

### Раннє життя
Шевальє народився 10 вересня 1901 року в містечку Лейквуд у штаті Нью-Джерсі в родині Терези Шевальє (уродженої Рогген) й Еміля, норвезького та французького походження відповідно.
Коли йому було за двадцять років, Шевальє був приваблений романтикою мореплавання. Він влаштувався матросом на одне з останніх комерційних вітрильних суден, чотирищоглову американську шхуну «Розамонд» і плавав на ній до Кейптауна. Про закінчення епохи вітрил він написав яскраві ностальгічні спогади у своїй книзі «Остання подорож шхуни „Розамонд“».

### Стосунки з Оппенгеймером
Шевальє познайомився з Оппенгеймером у 1937 році в Берклі, де він працював асоційованим професором романських мов. Шевальє та Оппенгеймер разом заснували у Берклі відділення профспілки вчителів.
У 1942 році Шевальє повідомив Оппенгеймеру про розмову, яку він мав із Джорджем Елтентоном, яка його дуже непокоїла і про яку, на його думку, Оппенгеймер мав би знати. Йшлося про радянські спроби через Елтентона проникнути в Мангеттенський проєкт. Ця коротка розмова, запізніле повідомлення Оппенгеймера про неї та його спроби приховати особу Шевальє згодом стали одним із ключових питань на слуханнях в Комісії з атомної енергії в 1954 році, в результаті яких безпековий дозвіл Оппенгеймера було скасовано.

### Пізніше життя і смерть
Після слухань у підкомітеті з питань антиамериканської діяльності Шевальє в 1950 році втратив роботу в Берклі. Не маючи можливості знайти іншу посаду професора в Сполучених Штатах, він переїхав до Франції, де продовжив працювати перекладачем.
Шевальє ненадовго повернувся до Сполучених Штатів у липні 1965 року, щоб відвідати весілля доньки в Сан-Франциско.
Шевальє помер у 1985 році в Парижі у віці 83 років.

## Особисте життя
Шевальє мав чотирьох дітей від трьох шлюбів. З 1922 по 1931 рік він був одружений на Рут Бослі, потім на Барбарі Ленсбург з 1931 по 1950 рік і, нарешті, на Керол Ленсбург з 1952 року.

## Робота
У 1945 році Шевальє працював перекладачем на Нюрнберзькому процесі. Він переклав англійською багато творів Сальвадора Далі, Андре Мальро, Володимира Познера, Луї Арагона, Франца Фанона та Віктора Вазарелі.

## В культурі
Шевальє дав інтерв'ю в «День після Трініті» (1981), документальному фільмі про Оппенгеймера та атомну бомбу, номінованому на «Оскар». Його зіграв Джефферсон Голл у фільмі Крістофера Нолана «Оппенгеймер» 2023 року.

### Переклади
- Vladimir Pozner. 1942. The Edge of the Sword (Deuil en 24 heures). Modern Age Books.
- Vladimir Pozner. 1943. First Harvest (Les Gens du pays).
- Dalí, Salvador. 1944, «Hidden Faces», Dial
- Kessel, Joseph. 1944. Army of Shadows (L'Armée des ombres). Alfred A. Knopf
- Malraux, André. 1961. Man's Fate. Random House Modern Library. ASIN B000BI694M
- Aragon, Louis. 1961. Holy Week. G. P. Putnam's Sons. ASIN B000EWMJ3A
- Dalí, Salvador. 1986. The Secret Life of Salvador Dalí. Dasa Edicions, S.A. ISBN 84-85814-12-6
- André Maurois, 1962. Seven faces of love. Doubleday. ASIN B0007H6IX4
- Michaux, Henri. 1963. Light Through Darkness. Orion Press. ASIN B0007E4GJ0
- Vasarely, Victor. 1965. Plastic Arts of the Twentieth Century, Volume 1. Editions du Griffon. ASIN B000FH4NZG
- Fanon, Frantz, A Dying Colonialism 1965